# دالة سداسية

رسم بياني لاقتران سداسي، له 5 نقاط حرجة (المشتقة عندها إما صفر أو غير موجودة).

في الرياضيات الاقتران السداسي أو الدالة السداسية هي دالة متعددة الحدود من الدرجة السادسة وتتخذ الدالة السداسية الصيغة العامة التالية:
{\displaystyle ax^{6}+bx^{5}+cx^{4}+dx^{3}+ex^{2}+fx+g=0,\,}
حيث ان a ≠ 0 والمعاملات  a, b, c, d, e, f, g تنتمي إلى مجموعة الاعداد الصحيحة أو الاعداد الكسرية أو الاعداد الحقيقة أو الاعداد المركبة وبشكل عام الاعداد التي تنتمي إلى أي حقل رياضي
وبما ان الدالة السداسية دالة زوجية الدرجة فهي تتشابه في الرسم مع الدالة الرباعية ما عدا انها قد تظهر نقطتين عظمى وصغرى اضافيتين
تنتج عملية اشتقاق الدالة السداسية دالة خماسية
بما ان الدالة السداسية ذات درجة زوجية فانها تظهر نفس الغاية او النهاية عند كلا طرفيها اما باتجاه اللانهاية الموجبة أو اللانهاية السالبة
فاذا كان المعامل a ذو قيمة موجبة فان الدالة السداسية تتزايد باتجاه اللانهاية الموجبة من كلا طرفيها وتكون لها نقطة حرجة صغرى وبالعكس إذا كانت قيمة المعامل a سالبة فان الدالة تتناقص باتجاه اللانهاية السالبة من كلا طرفيها ووتنتج نقطة حرجة عظمى

## المعادلة السداسية القابلة للحل
بعض الدوال السداسية يمكن حلها بواسطة التحليل ولكن البعض الآخر غير قابل للحل، قام ايفراست جالوا بتطوير تقنيات تسمح بتحديد قابلية دالة ما للحل بواسطة الجذور من عدمه وأدت أبحاثه إلى ظهور نظرية جالوا

## أمثلة
يعتبر منحنى واط والذي نشأ نتيجة الدراسة المبكرة لعمل المحرك البخاري منحنى دالة سداسية بمتغيرين
كما أن إحدى الطرق المستخدمة في حل المعادلة التكعيبية تتضمن تحويل المتغيرات للحصول على دالة سداسية تحتوي على حدود مرفوعة فقط بدرجة 6 و 3 و 0 وبالتالي يمكن حلها كمعادلة تربيعية